# Canton de Créteil-Nord
Le canton de Créteil-Nord est une ancienne division administrative française située dans le département du Val-de-Marne et la région Île-de-France.
À la suite du redécoupage cantonal de 2014, le canton Créteil-Nord n'est plus utilisé dans le cadre des élections départementales, en ayant fait place aux cantons de Créteil-1 et Créteil-2. Sa dénomination est cependant toujours utilisée pour définir le découpage électoral de la première circonscription du Val-de-Marne.

## Histoire
Les cantons de Créteil-Nord et de Créteil-Sud sont créés par la scission de l'ancien canton de Créteil par le décret du 20 janvier 1976 .
Ces deux cantons sont supprimés par le décret du 24 décembre 1984, qui les rescinde en trois cantons, Créteil-Nord, Créteil-Ouest et Créteil-Sud.
Un nouveau découpage territorial du Val-de-Marne entré en vigueur à l'occasion des premières élections départementales suivant le décret du 17 février 2014. Les conseillers départementaux sont, à compter de ces élections, élus au scrutin majoritaire binominal mixte. Les électeurs de chaque canton élisent au Conseil départemental, nouvelle appellation du Conseil général, deux membres de sexe différent, qui se présentent en binôme de candidats. Les conseillers départementaux sont élus pour 6 ans au scrutin binominal majoritaire à deux tours, l'accès au second tour nécessitant 12,5 % des inscrits au 1er tour. En outre, la totalité des conseillers départementaux est renouvelée. Ce nouveau mode de scrutin nécessite un redécoupage des cantons dont le nombre est divisé par deux avec arrondi à l'unité impaire supérieure si ce nombre n'est pas entier impair, assorti de conditions de seuils minimaux. Dans le Val-de-Marne le nombre de cantons passe ainsi de 49 à 25.
Dans ce cadre, les trois cantons de Créteil créés en 1984 sont supprimés afin de créer les nouveaux cantons de Créteil-1 et Créteil-2.

## Représentation
| Période | Période           | Identité             | Étiquette    | Qualité |
| ------- | ----------------- | -------------------- | ------------ | --- |
| 1976    | 1982              | Serge Lagauche       | PS           | Président de la MNEF Adjoint au Maire de Créteil |
| 1982    | 1983 (annulation) | Marc Valade          | RPR          | Directeur de restaurant, collaborateur du Général Pierre Billotte |
| 1983    | 1988              | Michel Guillou       | RPR          | Physicien Président de l'Université Paris-Val-de-Marne puis chargé de mission auprès de Michel Aurillac Conseiller municipal de Créteil |
| 1988    | 1994              | André Maurin         | PS           | Avocat Adjoint au Maire de Créteil (1977-2002) puis adjoint au maire de Bonneuil-sur-Marne |
| 1994    | 2001              | Henri Plagnol        | UDF          | Maître de conférences Député du Val-de-Marne(1997 → 2002 et 2007 → 2012) Conseiller municipal de Saint-Maur-des-Fossés (1989 → 1995 et 2001 → 2012) Conseiller municipal de Créteil (1995 → 1999) Elu en 2004 dans le Canton de Saint-Maur-des-Fossés-Centre |
| 2001    | 2008              | Pierre-Louis Fagniez | DVD puis UMP | Chirurgien et professeur des universités Suppléant de Henri Plagnol Député du Val-de-Marne (2002 → 2007) Conseiller municipal de Créteil (1995 → 2001) Chevalier de la Légion d'honneur                                                                      |
| 2008    | 2015              | Brigitte Jeanvoine   | App. PS      | Médecin de l'Education Nationale Adjointe au Maire de Créteil 8e Vice-Présidente du Conseil Général (2008-2017) Conseillère départementale de Créteil-2 (2015 → )                                                                                            |

## Composition

### Période 1976 - 1984
Selon la toponymie du décret de 1976, « le canton: de Créteil-Nord comprend la partie de la ville de Créteil située au Nord d'une ligne définie par l'axe des voies ci-après : avenue de Pompadour, route de Choisy, rue des Mèches, rue de Mesly, rue Gabriel-Péri, rue du Général-Leclerc jusqu'à la limite de Bonneuil-sur-Marne ».

### Période 1984 - 2015
Le canton de Créteil-Nord recouvrait le nord-est de la  commune de Créteil, c'est-à-dire, selon la toponymie du décret de 1984, « la portion de territoire de la commune de Créteil délimitée par les !imites territoriales des communes de Maisons-Alfort, Saint-Maur-des-Fossés et Bonneuil-sur-Marne, par l'axe des voies ci-après : rue du Général-Leclerc (à partir de la limite de la commune de Bonneuil-sur-Marne), avenue du Docteur-Paul-Casalis, rue des Clavisis, rue de Brie, rue H.-Martret, rue du Petit-Bois, rue Madeleine-Pingot, rue Juliette-Savar, rue Henri-Matisse (jusqu'à la voie ferrée R.A.T.P. n° 8 place Balard - Créteil-Préfecture), par la voie ferrée R.A.T.P. n°8 place Balard Créteil-Préfecture (jusqu'à la rue Maurice-Deménitroux) et par l'axe des voies ci-après : rue Maurice-Deménitroux, avenue J.-B.-Champeval, rue de Normandie, rue Saint-Simon, rue Gustave-Eiffel, avenue du Maréchal-de-Lattre-de-
Tassigny, avenue Laferrière et rue Chéret (jusqu'à la limite de la commune de Maisons-Alfort) ».
Les 2 autres cantons de Créteil étaient le canton de Créteil-Ouest et le canton de Créteil-Sud.
| Communes                 | Population (2012) | Code postal | Code Insee |
| ------------------------ | ----------------- | ----------- | ---------- |
| Créteil, commune entière | 82 154            | 94 000      | 94 028     |

## Démographie
| 1962 | 1968 | 1975 | 1982 | 1990   | 1999   | 2009 |
| ---- | ---- | ---- | ---- | ------ | ------ | ---- |
| -    | -    | -    | -    | 21 041 | 21 404 | -    |